# Гороб'ївка
Гороб'ї́вка — село в Україні, у Дворічанській селищній громаді Куп'янського району Харківської області. Населення становить 263 осіб.
Село тимчасово окуповане російськими військами 24 лютого 2022 року.

## Географія
Село Гороб'ївка розташоване за 2 км від лівого берега річки Оскіл в місці впадання в неї річки Вільшана.
Між селом і річкою розташоване село Гряниківка, вище за течією на відстані 2 км розташоване селище Дворічне, нижче за течією за 2 км село Масютівка, на протилежному березі селище Дворічна, на відстані 2 км розташоване село Тавільжанка.
Село оточене великими лісовими масивами урочище Велике і урочище Довгий Гай (сосна). Поруч проходить залізниця, за 2 км станція Дворічна.

## Історія
7 (20) листопада 1917 року, відповідно до.Третього Універсалу Української Центральної Ради, увійшло до складу Української Народної Республіки.
Між 1967 та 1971 роками до Гороб'ївки приєднане село Кущівка.
12 червня 2020 року, відповідно до Розпорядження Кабінету Міністрів України  № 725-р «Про визначення адміністративних центрів та затвердження територій територіальних громад Харківської області», увійшло до складу Дворічанської селищної громади.
19 липня 2020 року, в результаті адміністративно - територіальної реформи та ліквідації Дворічанського району, село увійшло до складу Куп'янського району Харківської області.

## Події
У вересні 2020 р. внаслідок лісової пожежі село практично згоріло. Люди евакуйовані.